# Глазыкин, Николай Георгиевич
Николай Георгиевич Глазыкин (18 декабря 1910, с. Колояр, Саратовская губерния — 22 июня 1939, район Тамцак-Булака, Монголия) — командир 22-го истребительного авиационного полка 1-й армейской группы, майор.

## Биография
Родился 18 декабря 1910 года в селе Колояр Вольского уезда Саратовской губернии (ныне — Вольский район, Саратовская область) в крестьянской семье. По национальности — русский. В 1929 году окончил Вольскую профессионально-техническую школу.
В РККА с 1929 года. В декабре 1930 года окончил 3-ю военную школу лётчиков в Оренбурге. С января 1931 года — младший лётчик 48-го авиационного отряда в Гомеле, с декабря 1933 года — командир звена и неотдельного отряда 19-й лёгкоштурмовой авиационной эскадрильи Забайкальского военного округа. Член ВКП(б) с 1937 года. В марте 1938 года был назначен помощником командира 8-го истребительного авиационного полка, в апреле 1939 года — командиром 22-го истребительного авиационного полка. За высокие показатели в боевой и политической подготовке 23 февраля 1938 года награждён орденом Красной Звезды.

### Бои на Халхин-Голе
С 23 мая 1939 года, в районе Халхин-Гола в составе 1-й армейской группы участник боев с японцами. Майор Н. Г. Глазыкин умело командовал действиями лётчиков полка, участвовал в нескольких воздушных боях, сбил несколько самолётов врага. Погиб в воздушном бою 22 июня 1939 года. Похоронен в районе Тамцак-Булака.
Звание Героя Советского Союза Глазыкину присвоено посмертно 29 августа 1939 года за умелое командование полком и проявленные доблесть и мужество в боях с японскими милитаристами.

## Память
- Зачислен в списки воинской части.
- Имя Н. Г. Глазыкина носила пионерская дружина Колоярской средней школы, где учился Герой.
- Мемориальная доска в память о Глазыкине установлена Российским военно-историческим обществом на здании Колоярской средней школы.

## Награды
- Орден Красной Звезды (23 февраля 1938).
- Медаль «Золотая Звезда» (29 августа 1939).
- Орден Ленина (29 августа 1939).